# Merenius recurvatus
Merenius recurvatus là một loài nhện trong họ Corinnidae.
Loài này thuộc chi Merenius. Merenius recurvatus được Embrik Strand miêu tả năm 1906.